# Idol (gudebillede)
Idol (fra græsk είδωλον, eidolon, "billede") er oprindeligt et gudebillede, der dyrkes som en afgud.